# Seleção Francesa Masculina de Hóquei em Patins
A Seleção Francesa de Hóquei em Patins é a equipa que representa França, através da Federacão Francesa de Patinagem, nas diversas competições internacionais, com especial destaque para o Campeonato Mundial, o Campeonato Europeu e a Taça das Nações. 
Recentemente, a França conseguiu bons resultados nas competições internacionais, com especial destaque para o 4º lugar no Europeu de 2018 e no Mundial de 2019 e para o 2° lugar no Europeu de 2021.

## Palmarés

### Campeonato do Mundo B
- Campeão: 1984 e 1994
- 2.º Lugar: 1992

### Taça FIRS/Intercontinental
- Campeão: 2019

### Campeonato Europeu
- 2.º Lugar: 1926, 1927, 1928, 1930, 1931 e 2021
- 3.º Lugar: 1929, 1932 e 2010

## Elenco Atual

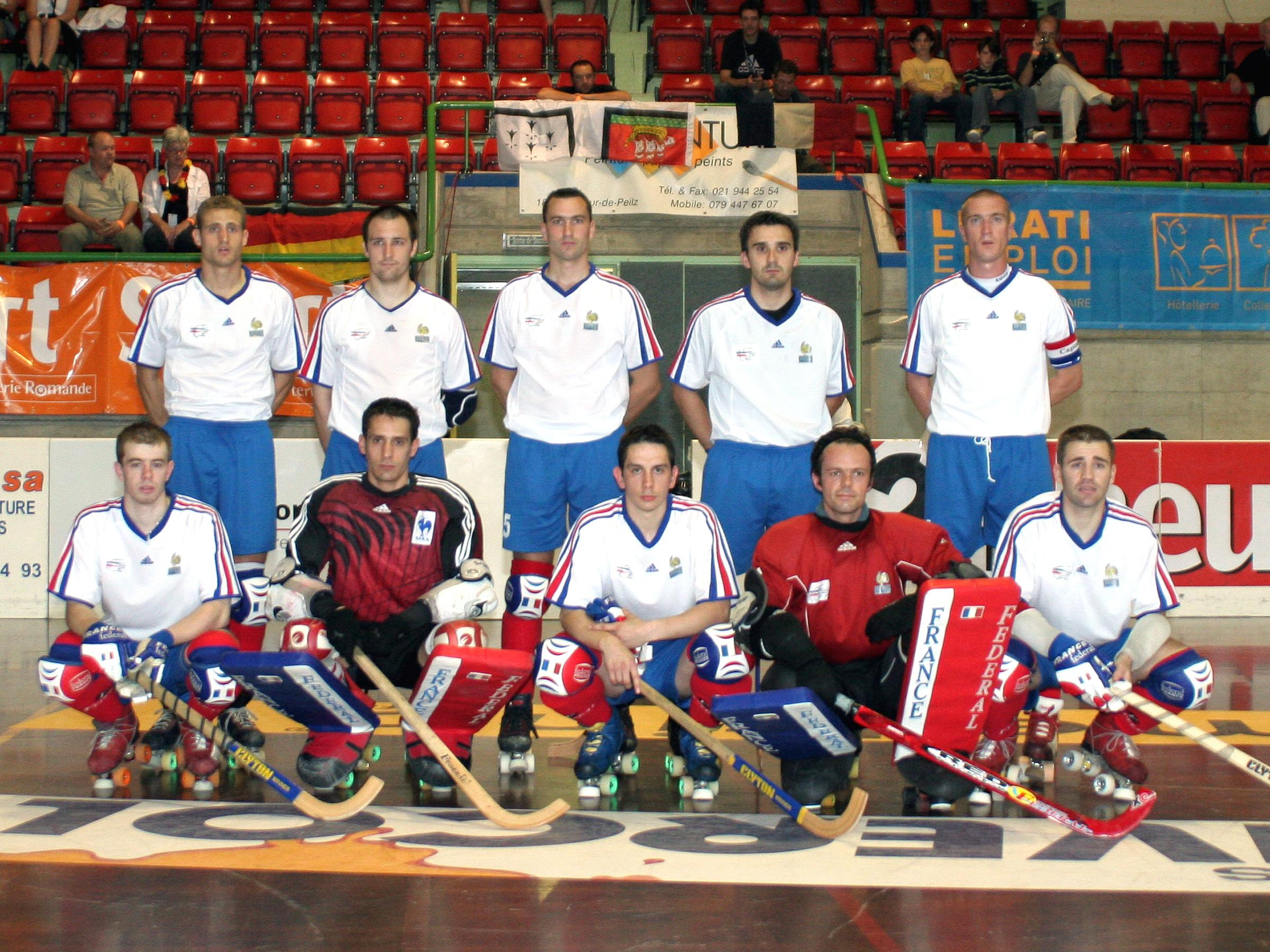
Seleção francesa no Mundial de 2007

| França               | França             |
| Nome                 | Clube              |
| -------------------- | ------------------ |
| Keven Correia        | Valença HC         |
| Baptiste Bonneau     | Cerdanyola CH      |
| Anthony Da Costa     | Saint-Omer         |
| Carlo Di Benedetto   | FC Porto           |
| Fabien Barengo       | Saint-Omer         |
| Rémi Herman          | Juventude de Viana |
| Roberto Di Benedetto | Liceo da Corunha   |
| Bruno Di Benedetto   | Liceo da Corunha   |
| Matthieu Le Roux     | Saint-Omer         |
| Nathan Gefflot       | CE Lleida          |
| Treinador            | Fabien Savreux     |

## Histórico de Participações

### Campeonato do Mundo

#### Mundial A/Campeonato Mundial
| Ano/Anfitrião | Ano/Anfitrião       | Resultado       | CI.            | J              | V              | E              | D              | GM             | GS             |
| ------------- | ------------------- | --------------- | -------------- | -------------- | -------------- | -------------- | -------------- | -------------- | -------------- |
| 1936          | Estugarda           | Sexto Lugar     | 6.º            | 6              | 1              | 1              | 4              | 10             | 16             |
| 1939          | Montreux            | Quinto Lugar    | 5.º            | 6              | 2              | 1              | 3              | 11             | 22             |
| 1947          | Lisboa              | Sexto Lugar     | 6.º            | 6              | 2              | 0              | 4              | 12             | 22             |
| 1948          | Montreux            | Sétimo Lugar    | 7.º            | 8              | 2              | 1              | 5              | 21             | 29             |
| 1949          | Lisboa              | Sexto Lugar     | 6.º            | 7              | 2              | 1              | 4              | 35             | 32             |
| 1950          | Milão               | Sexto Lugar     | 6.º            | 9              | 3              | 2              | 4              | 20             | 33             |
| 1951          | Barcelona           | Sexto Lugar     | 6.º            | 10             | 5              | 1              | 4              | 43             | 14             |
| 1952          | Porto               | Sexto Lugar     | 6.º            | 9              | 3              | 2              | 4              | 20             | 25             |
| 1953          | Genebra             | Nono Lugar      | 9.º            | 6              | 1              | 1              | 4              | 7              | 16             |
| 1954          | Barcelona           | Quinto Lugar    | 5.º            | 14             | 7              | 4              | 3              | 33             | 16             |
| 1955          | Milão               | Décimo Lugar    | 10.º           | 8              | 4              | 2              | 2              | 26             | 14             |
| 1956          | Porto               | Nono Lugar      | 9.º            | 10             | 2              | 2              | 6              | 11             | 31             |
| 1958          | Porto               | Nono Lugar      | 9.º            | 9              | 1              | 1              | 7              | 22             | 45             |
| 1960          | Madrid              | Nono Lugar      | 9.º            | 9              | 1              | 1              | 7              | 10             | 30             |
| 1962          | Santiago            | Não Participou  | Não Participou | Não Participou | Não Participou | Não Participou | Não Participou | Não Participou | Não Participou |
| 1964          | Barcelona           | Não Participou  | Não Participou | Não Participou | Não Participou | Não Participou | Não Participou | Não Participou | Não Participou |
| 1966          | São Paulo           | Não Participou  | Não Participou | Não Participou | Não Participou | Não Participou | Não Participou | Não Participou | Não Participou |
| 1968          | Porto               | Não Participou  | Não Participou | Não Participou | Não Participou | Não Participou | Não Participou | Não Participou | Não Participou |
| 1970          | San Juan            | Sexto Lugar     | 6.º            | 10             | 5              | 0              | 5              | 57             | 67             |
| 1972          | Corunha             | Não Participou  | Não Participou | Não Participou | Não Participou | Não Participou | Não Participou | Não Participou | Não Participou |
| 1974          | Lisboa              | Sétimo Lugar    | 7.º            | 11             | 4              | 1              | 6              | 35             | 46             |
| 1976          | Oviedo              | Sétimo Lugar    | 7.º            | 11             | 5              | 1              | 5              | 33             | 48             |
| 1978          | San Juan            | Não Participou  | Não Participou | Não Participou | Não Participou | Não Participou | Não Participou | Não Participou | Não Participou |
| 1980          | Talcahuano          | Décimo Lugar    | 10.º           | 10             | 7              | 1              | 2              | 43             | 32             |
| 1982          | Barcelos            | Décimo Terceiro | 13.º           | 14             | 10             | 2              | 2              | 133            | 43             |
| 1984          | Novara              | Não Participou  | Não Participou | Não Participou | Não Participou | Não Participou | Não Participou | Não Participou | Não Participou |
| 1986          | Sertãozinho         | Décimo Lugar    | 10.º           | 9              | 0              | 0              | 9              | 17             | 68             |
| 1988          | Corunha             | Não Participou  | Não Participou | Não Participou | Não Participou | Não Participou | Não Participou | Não Participou | Não Participou |
| 1989          | San Juan            | Não Participou  | Não Participou | Não Participou | Não Participou | Não Participou | Não Participou | Não Participou | Não Participou |
| 1991          | Porto/Braga         | Não Participou  | Não Participou | Não Participou | Não Participou | Não Participou | Não Participou | Não Participou | Não Participou |
| 1993          | Bassano/Sesto       | Décimo Segundo  | 12.º           | 8              | 0              | 2              | 6              | 17             | 67             |
| 1995          | Recife              | Nono Lugar      | 9.º            | 8              | 2              | 2              | 4              | 23             | 32             |
| 1997          | Wuppertal           | Nono Lugar      | 9.º            | 8              | 4              | 0              | 4              | 23             | 29             |
| 1999          | Reus                | Sexto Lugar     | 6.º            | 8              | 3              | 0              | 5              | 14             | 31             |
| 2001          | San Juan            | Quinto Lugar    | 5.º            | 6              | 4              | 0              | 2              | 23             | 23             |
| 2003          | Oliveira de Azeméis | Sexto Lugar     | 6.º            | 6              | 3              | 0              | 3              | 20             | 17             |
| 2005          | San José            | Sexto Lugar     | 6.º            | 6              | 2              | 1              | 3              | 10             | 21             |
| 2007          | Montreux            | Quinto Lugar    | 5.º            | 6              | 4              | 0              | 2              | 20             | 17             |
| 2009          | Vigo                | Quinto Lugar    | 5.º            | 6              | 4              | 1              | 1              | 19             | 11             |
| 2011          | San Juan            | Sétimo Lugar    | 7.º            | 6              | 3              | 0              | 3              | 21             | 25             |
| 2013          | Luanda              | Oitavo Lugar    | 8.º            | 6              | 2              | 0              | 4              | 27             | 19             |
| 2015          | La Roche-sur-Yon    | Sexto Lugar     | 6.º            | 6              | 3              | 0              | 3              | 17             | 20             |
| 2017          | Nanjing             | Fase de Grupos  | 7.º            | 3              | 0              | 0              | 3              | 9              | 17             |
| 2019          | Barcelona           | Quarto Lugar    | 4.º            | 6              | 2              | 1              | 3              | 13             | 20             |

#### Mundial B
| Ano/Anfitrião | Ano/Anfitrião    | Resultado      | CI.            | J              | V              | E              | D              | GM             | GS             |
| ------------- | ---------------- | -------------- | -------------- | -------------- | -------------- | -------------- | -------------- | -------------- | -------------- |
| 1984          | Paris            | Campeão        | 1.º            | 10             | 8              | 1              | 1              | 70             | 16             |
| 1986          | Cidade do México | Não Participou | Não Participou | Não Participou | Não Participou | Não Participou | Não Participou | Não Participou | Não Participou |
| 1988          | Bogotá           | Não Participou | Não Participou | Não Participou | Não Participou | Não Participou | Não Participou | Não Participou | Não Participou |
| 1990          | Macau            | Décimo Lugar   | 10.º           | 10             | 3              | 2              | 5              | 36             | 29             |
| 1992          | Andorra          | Vice-Campeão   | 2.º            | 7              | 6              | 0              | 1              | 75             | 10             |
| 1994          | Santiago         | Campeão        | 1.º            | 7              | 7              | 0              | 0              | 61             | 7              |
| 1996          | Veracruz         | Não Participou | Não Participou | Não Participou | Não Participou | Não Participou | Não Participou | Não Participou | Não Participou |
| 1998          | Macau            | Não Participou | Não Participou | Não Participou | Não Participou | Não Participou | Não Participou | Não Participou | Não Participou |
| 2000          | Chatham          | Não Participou | Não Participou | Não Participou | Não Participou | Não Participou | Não Participou | Não Participou | Não Participou |
| 2002          | Montevidéu       | Não Participou | Não Participou | Não Participou | Não Participou | Não Participou | Não Participou | Não Participou | Não Participou |
| 2004          | Macau            | Não Participou | Não Participou | Não Participou | Não Participou | Não Participou | Não Participou | Não Participou | Não Participou |
| 2006          | Montevidéu       | Não Participou | Não Participou | Não Participou | Não Participou | Não Participou | Não Participou | Não Participou | Não Participou |
| 2008          | Vanderbijlpark   | Não Participou | Não Participou | Não Participou | Não Participou | Não Participou | Não Participou | Não Participou | Não Participou |
| 2010          | Dornbirn         | Não Participou | Não Participou | Não Participou | Não Participou | Não Participou | Não Participou | Não Participou | Não Participou |
| 2012          | Canelones        | Não Participou | Não Participou | Não Participou | Não Participou | Não Participou | Não Participou | Não Participou | Não Participou |
| 2014          | Canelones        | Não Participou | Não Participou | Não Participou | Não Participou | Não Participou | Não Participou | Não Participou | Não Participou |

#### Taça FIRS/Intercontinental
| Ano/Anfitrião | Ano/Anfitrião | Resultado          | CI.                | J                  | V                  | E                  | D                  | GM                 | GS                 |
| ------------- | ------------- | ------------------ | ------------------ | ------------------ | ------------------ | ------------------ | ------------------ | ------------------ | ------------------ |
| 2017          | Nanjing       | Campeão            | 1.º                | 3                  | 3                  | 0                  | 0                  | 27                 | 12                 |
| 2019          | Barcelona     | Campeonato Mundial | Campeonato Mundial | Campeonato Mundial | Campeonato Mundial | Campeonato Mundial | Campeonato Mundial | Campeonato Mundial | Campeonato Mundial |

### Campeonato Europeu
| Ano/Anfitrião | Ano/Anfitrião       | Resultado      | CI.            | J              | V              | E              | D              | GM             | GS             |
| ------------- | ------------------- | -------------- | -------------- | -------------- | -------------- | -------------- | -------------- | -------------- | -------------- |
| 1926          | Herne Bay           | Vice-Campeão   | 2.º            | 5              | 3              | 2              | 0              | 18             | 8              |
| 1927          | Montreux            | Vice-Campeão   | 2.º            | 5              | 3              | 1              | 1              | 23             | 11             |
| 1928          | Herne Bay           | Vice-Campeão   | 2.º            | 5              | 4              | 0              | 1              | 20             | 11             |
| 1929          | Montreux            | Terceiro Lugar | 3.º            | 5              | 2              | 1              | 2              | 22             | 11             |
| 1930          | Herne Bay           | Vice-Campeão   | 2.º            | 5              | 3              | 1              | 1              | 7              | 9              |
| 1931          | Montreux            | Vice-Campeão   | 2.º            | 6              | 4              | 1              | 1              | 31             | 11             |
| 1932          | Herne Bay           | Terceiro Lugar | 3.º            | 5              | 3              | 0              | 1              | 29             | 17             |
| 1934          | Herne Bay           | Sexto Lugar    | 6.º            | 5              | 0              | 0              | 5              | 12             | 24             |
| 1936          | Estugarda           | Sexto Lugar    | 6.º            | 6              | 1              | 1              | 4              | 10             | 16             |
| 1937          | Herne Bay           | Sétimo Lugar   | 7.º            | 6              | 0              | 0              | 6              | 13             | 28             |
| 1938          | Antuérpia           | Sétimo Lugar   | 7.º            | 6              | 1              | 0              | 5              | 9              | 21             |
| 1939          | Montreux            | Quinto Lugar   | 5.º            | 6              | 2              | 1              | 3              | 11             | 22             |
| 1947          | Lisboa              | Sexto Lugar    | 6.º            | 6              | 2              | 0              | 4              | 12             | 22             |
| 1948          | Montreux            | Sétimo Lugar   | 7.º            | 8              | 2              | 1              | 5              | 21             | 29             |
| 1949          | Lisboa              | Sexto Lugar    | 6.º            | 7              | 2              | 1              | 4              | 35             | 32             |
| 1950          | Milão               | Sexto Lugar    | 6.º            | 9              | 3              | 2              | 4              | 20             | 33             |
| 1951          | Barcelona           | Sexto Lugar    | 6.º            | 10             | 5              | 1              | 4              | 43             | 14             |
| 1952          | Porto               | Sexto Lugar    | 6.º            | 9              | 3              | 2              | 4              | 20             | 25             |
| 1953          | Genebra             | Nono Lugar     | 9.º            | 6              | 1              | 1              | 4              | 7              | 16             |
| 1954          | Barcelona           | Quinto Lugar   | 5.º            | 14             | 7              | 4              | 3              | 33             | 16             |
| 1955          | Milão               | Décimo Lugar   | 10.º           | 8              | 4              | 2              | 2              | 26             | 14             |
| 1956          | Porto               | Nono Lugar     | 9.º            | 10             | 2              | 2              | 6              | 11             | 31             |
| 1957          | Barcelona           | Não Participou | Não Participou | Não Participou | Não Participou | Não Participou | Não Participou | Não Participou | Não Participou |
| 1959          | Genebra             | Nono Lugar     | 9.º            | 5              | 1              | 1              | 3              | 11             | 15             |
| 1961          | Turim               | Décimo Lugar   | 10.º           | 9              | 0              | 0              | 9              | 6              | 54             |
| 1963          | Porto               | Nono Lugar     | 9.º            | 8              | 0              | 0              | 8              | 3              | 34             |
| 1965          | Lisboa              | Oitavo Lugar   | 8.º            | 8              | 1              | 0              | 7              | 19             | 46             |
| 1967          | Bilbau              | Sétimo Lugar   | 7.º            | 8              | 2              | 1              | 5              | 14             | 43             |
| 1969          | Lausana             | Quarto Lugar   | 4.º            | 8              | 4              | 0              | 4              | 26             | 30             |
| 1971          | Lisboa              | Sétimo Lugar   | 7.º            | 8              | 3              | 0              | 5              | 26             | 62             |
| 1973          | Iserlohn            | Oitavo Lugar   | 8.º            | 8              | 2              | 0              | 6              | 23             | 53             |
| 1975          | Viareggio           | Sexto Lugar    | 6.º            | 7              | 2              | 0              | 5              | 20             | 41             |
| 1977          | Porto               | Oitavo Lugar   | 8.º            | 8              | 2              | 2              | 4              | 23             | 40             |
| 1979          | Barcelona           | Sétimo Lugar   | 7.º            | 8              | 1              | 2              | 5              | 8              | 48             |
| 1981          | Essen               | Sexto Lugar    | 6.º            | 8              | 3              | 0              | 5              | 24             | 47             |
| 1983          | Vercelli            | Sétimo Lugar   | 7.º            | 7              | 1              | 0              | 6              | 18             | 55             |
| 1985          | Barcelos            | Oitavo Lugar   | 8.º            | 8              | 1              | 1              | 6              | 31             | 59             |
| 1987          | Oviedo              | Nono Lugar     | 9.º            | 8              | 0              | 2              | 6              | 13             | 59             |
| 1990          | Lodi                | Sexto Lugar    | 6.º            | 8              | 2              | 2              | 4              | 29             | 43             |
| 1992          | Wuppertal           | Quinto Lugar   | 5.º            | 9              | 3              | 3              | 3              | 25             | 24             |
| 1994          | Funchal             | Sexto Lugar    | 6.º            | 7              | 4              | 0              | 3              | 71             | 24             |
| 1996          | Salsomaggiore       | Quinto Lugar   | 5.º            | 8              | 4              | 0              | 4              | 33             | 28             |
| 1998          | Paços de Ferreira   | Quinto Lugar   | 5.º            | 6              | 4              | 0              | 2              | 33             | 23             |
| 2000          | Wimmis              | Quarto Lugar   | 4.º            | 5              | 2              | 0              | 3              | 15             | 13             |
| 2002          | Florença            | Quarto Lugar   | 4.º            | 5              | 2              | 0              | 3              | 12             | 12             |
| 2004          | La Roche-sur-Yon    | Sexto Lugar    | 6.º            | 6              | 2              | 1              | 3              | 20             | 16             |
| 2006          | Monza               | Quinto Lugar   | 5.º            | 7              | 5              | 0              | 2              | 28             | 10             |
| 2008          | Oviedo              | Quarto Lugar   | 4.º            | 6              | 2              | 0              | 4              | 17             | 17             |
| 2010          | Wuppertal           | Terceiro Lugar | 3.º            | 6              | 2              | 1              | 3              | 13             | 20             |
| 2012          | Paredes             | Quarto Lugar   | 4.º            | 6              | 3              | 0              | 3              | 22             | 23             |
| 2014          | Alcobendas          | Quinto Lugar   | 5.º            | 5              | 1              | 0              | 4              | 10             | 20             |
| 2016          | Oliveira de Azeméis | Quinto Lugar   | 5.º            | 6              | 3              | 2              | 1              | 14             | 13             |
| 2018          | Corunha             | Quarto Lugar   | 4.º            | 7              | 4              | 0              | 3              | 38             | 25             |

Nota: Os Campeonatos da Europa de 1936 e de 1939 a 1956 eram considerados Campeonatos do Mundo.